# BE Большого Пса
BE Большого Пса (лат. BE Canis Majoris), HD 58195 — одиночная переменная звезда в созвездии Большого Пса на расстоянии приблизительно 4420 световых лет (около 1355 парсеков) от Солнца. Видимая звёздная величина звезды — от +19,4m до +8,6m.

## Характеристики
BE Большого Пса — красная углеродная пульсирующая полуправильная переменная звезда типа SRB (SRB) спектрального класса C5,5J(N).